# Kotlina Spiska

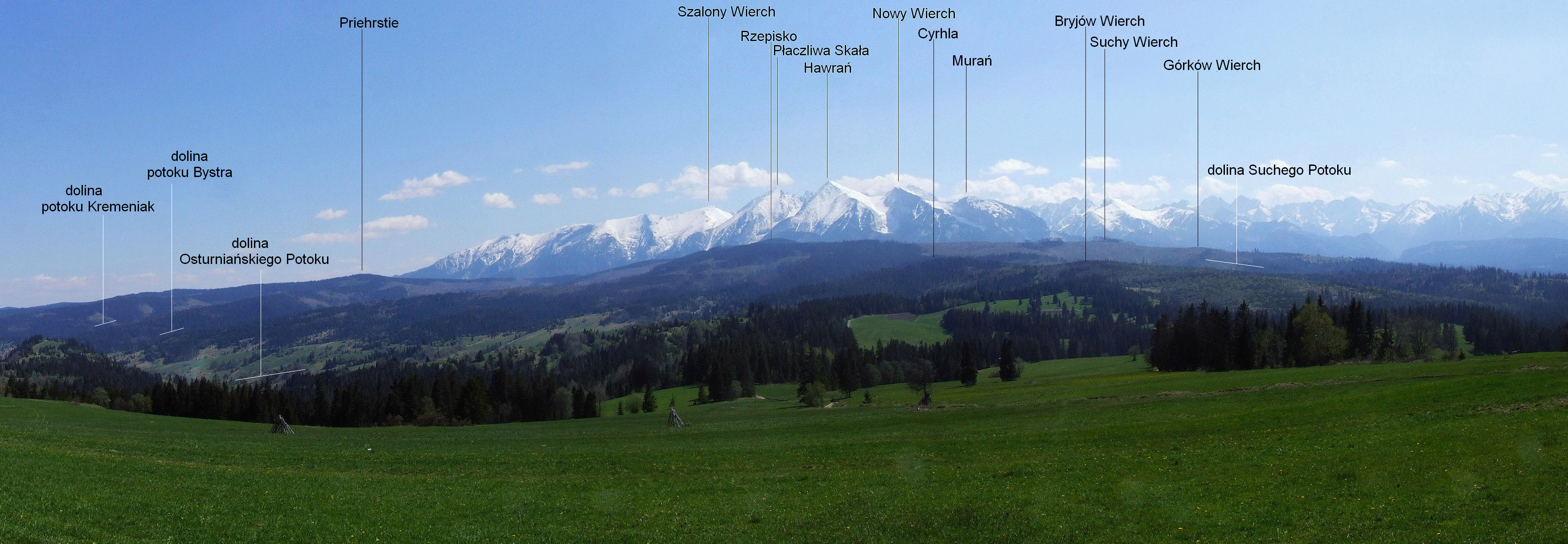
Widok z Przełęczy nad Łapszanką na Tatry, główny grzbiet Magury Spiskiej i Kotlinę Spiską

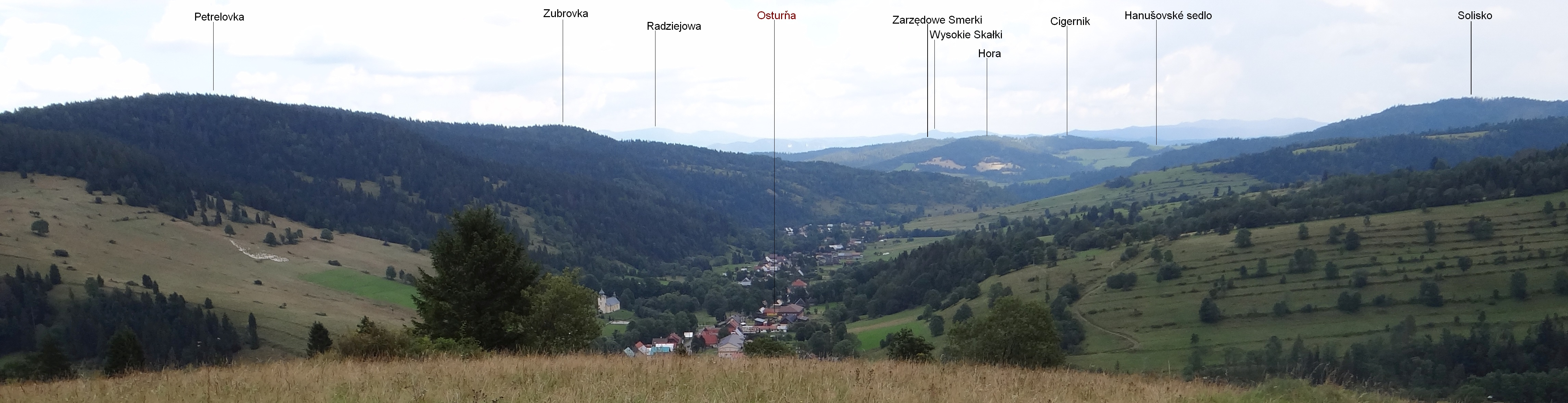
Kotlina Spiska, widok w kierunku wschodnim

Kotlina Spiska – dolina Osturniańskiego Potoku w Magurze Spiskiej na Słowacji. Oddziela Zamagurze od głównego grzbietu Magury Spiskiej. Na niektórych słowackich mapach ma nazwę Osturnianska brázda, co w tłumaczeniu na język polski oznacza Osturniański Rów.
Kotlina Spiska zaczyna się na wschodnich stokach grzbietu łączącego Przełęcz nad Łapszanką z Bryjowym Wierchem i opada początkowo w kierunku południowo-wschodnim, później wschodnim, aż do ujścia Frankowskiego Potoku. Na jej dnie, wzdłuż biegu Osturniańskiego Potoku ciągną się zabudowania miejscowości Osturnia.